# خلیج عرب

بالا: اطلس جهانی (۱۸۹۷).
پایین: اطلس جدید جهان هارمزوُرث (حوالی ۱۹۲۲)

خلیج عرب (به عربی: خليج العرب) خلیجی است در غرب اسکندریه، در شمال مصر. خلیج عرب جزئی از دریای مدیترانه است و بندر العلمین (محل نبردهای اول و دوم العلمین در جنگ جهانی دوم) در کرانهٔ این خلیج قرار دارد.